# Lijst van Filmmuziek Top 40 in 2020
Dit is een lijst van Filmmuziek Top 40 die werd uitgezonden op 7 februari 2020 op NPO Radio 4.
| Pos. | Componist                  | Filmtitel                                                  |
| ---- | -------------------------- | ---------------------------------------------------------- |
| 1    | John Williams              | Schindler's List                                           |
| 2    | Ennio Morricone            | Once Upon a Time in the West                               |
| 3    | John Williams              | Star Wars Episode: I t/m IX                                |
| 4    | Howard Shore               | Lord of the Rings                                          |
| 5    | Hans Zimmer & Klaus Badelt | Pirates of the Caribbean                                   |
| 6    | Rogier van Otterloo        | Soldaat van Oranje                                         |
| 7    | Ennio Morricone            | The Good, the Bad and the Ugly                             |
| 8    | John Williams              | Harry Potter 1 t/m 3                                       |
| 9    | Yann Tiersen               | Le Fabuleux Destin d'Amélie Poulain                        |
| 10   | Hans Zimmer                | Gladiator                                                  |
| 11   | Ludovico Einaudi           | Intouchables                                               |
| 12   | Nino Rota                  | The Godfather                                              |
| 13   | Wolfgang Amadeus Mozart    | Amadeus (Requiem)                                          |
| 14   | Vangelis                   | 1492: Conquest of Paradise                                 |
| 15   | Leonard Bernstein          | West Side Story                                            |
| 16   | Hans Zimmer                | Inception                                                  |
| 17   | John Williams              | Jurassic Park                                              |
| 18   | Hans Zimmer                | Interstellar                                               |
| 19   | John Williams              | Indiana Jones                                              |
| 20   | Ennio Morricone            | The Mission                                                |
| 21   | Hans Zimmer                | The Lion King                                              |
| 22   | Philip Glass               | The Hours                                                  |
| 23   | Ramin Djawadi              | Game of Thrones (serie)                                    |
| 24   | John Barry                 | Dances with Wolves                                         |
| 25   | Hans Zimmer                | The Da Vinci Code                                          |
| 26   | Rogier van Otterloo        | Turks fruit                                                |
| 27   | John Barry                 | Out of Africa                                              |
| 28   | Ludwig van Beethoven       | The King's Speech (Symphony No. 7)                         |
| 29   | Michael Nyman              | The Piano                                                  |
| 30   | Howard Shore               | The Hobbit                                                 |
| 31   | John Williams              | E.T. the Extra-Terrestrial                                 |
| 32   | Henry Mancini              | Pink Panther                                               |
| 33   | Richard Rodgers            | The Sound of Music                                         |
| 34   | Mike Oldfield              | The Exorcist (Tubular Bells)                               |
| 35   | George Gershwin            | Porgy and Bess                                             |
| 36   | Michael Kamen              | Band of Brothers (serie)                                   |
| 37   | Gustav Mahler              | Death in Venice (Main Title: Adagietto from Symphony No.5) |
| 38   | Philip Glass               | Koyaanisqatsi                                              |
| 39   | Ennio Morricone            | Once upon a time in America                                |
| 40   | Stefan Nilsson             | As It Is in Heaven                                         |

## Top 3 componisten
De componisten met de meeste noteringen:
| Componist       | Aantal |
| --------------- | ------ |
| John Williams   | 6      |
| Hans Zimmer     | 6      |
| Ennio Morricone | 4      |

2016 ·
2017 ·
2018 ·
2019 ·
2020 ·
2021 ·
2022 ·
2023 ·
2024 ·
2025